# 关帝牌坊
关帝牌坊，位于中国青海省海东市乐都区城内，为第二批青海省文物保护单位，公布日期为1957年12月13日，类型为古建筑。
关帝牌坊的历史年代为明。